# Max Rehm
Max Rehm (* 17. Mai 1896 in Erlangen; † 14. Mai 1992 in Nürtingen) war ein deutscher Jurist und Historiker.

## Familie
Max Rehm war der Sohn des Juristen und Professors für Staats-, Völker- und Kirchenrecht Hermann Rehm (1862–1917) in Straßburg und der Lina geb. Birkner (1874–1908). Max Rehm wohnte bis zu seinem Tod in Nürtingen.

## Beruf
Seine Kindheit und Schulzeit verbrachte Max Rehm in Straßburg. Nach dem Abitur am dortigen protestantischen Gymnasium nahm er von 1914 bis 1918 als Kriegsfreiwilliger am Ersten Weltkrieg teil. Es folgte das Studium der Rechts- und Staatswissenschaften. Seit dem Studium war er Mitglied der Studentenverbindung Akademischer Gesangverein München im SV. Nach dem Studium arbeitete er in der Kommunalverwaltung als Stadtrechtsrat. An der Universität Frankfurt erhielt Rehm seine Habilitation für Öffentliches Recht. Von 1939 bis 1945 nahm er am Zweiten Weltkrieg teil. 1947 trat er in die Dienste des Württembergischen Sparkassen- und Giroverbandes. Er war 1947 einer der Gründerväter und erster Leiter der Württembergischen Sparkassenschule, der späteren Württembergischen Sparkassenakademie. Bis 1962 war er Direktor dieser Akademie. Darüber hinaus war Dr. Dr. Max Rehm viele Jahre als Dozent an der Staatlichen Verwaltungsschule Stuttgart, der Vorgängereinrichtung der Hochschule für öffentliche Verwaltung und Finanzen Ludwigsburg, tätig.

## Veröffentlichungen
Max Rehm veröffentlichte zahlreiche Aufsätze und Bücher zur Geschichte von Elsass-Lothringen, unter anderem:
- Rudolf Schwander und Kurt Blaum: Wegbahner neuzeitlicher Kommunalpolitik aus dem Elsass, Kohlhammer-Verlag, Stuttgart, 1974, ISBN 978-3-17-001965-2
- Strassburgs geistige Luft um die letzte Jahrhundertwende – Grenzlandschicksal d. Elsass, Dietrich Pfaehler Verlag, Bad Neustadt a.d. Saale, 1984, ISBN 3-922923-20-8
- Reichsland Elsaß-Lothringen – Regierung und Verwaltung 1871 bis 1918, Dietrich Pfaehler Verlag, Bad Neustadt a.d. Saale, 1991, ISBN 3-922923-77-1

## Ehrungen
1977 wurde Max Rehm mit dem Verdienstorden des Landes Baden-Württemberg ausgezeichnet.